# 宗像色姫
宗像 色姫（むなかた いろひめ、天文16年（1547年） - 天正12年3月24日（1584年5月4日））は戦国時代宗像氏一族の女性。立花道雪（戸次鑑連）の側室。

## 生涯
第77代宗像大宮司宗像正氏とその第二夫人で大内氏の重臣陶隆房（陶晴賢）の姪照葉のと間に周防国で生まれた。同母兄に鍋寿丸（氏貞）、異母姉に菊姫（母山田夫人）がいる。色姫が生まれた同年に父は病死し、兄とともに周防国長門で母照葉によって養育された。
五歳のとき陶隆房のクーデターにより大内義隆が自害し、父正氏の跡を継いだ異母姉菊姫の夫で、色姫の従兄弟にあたる宗像氏男が戦死する大寧寺の変がおきている。大寧寺の変後間もなく、天文20年（1551年）9月12日に色姫と母照葉、兄鍋寿丸は初めて宗像に入国した。氏男戦死後の宗像家内は氏男の弟千代松を擁立する勢力と鍋寿丸を擁立する長州派に二分しており家督を巡って合戦を繰り広げた。最終的には長州派が勝利し鍋寿丸は名を氏貞と改め第70代宗像大宮司を相続した。この家督を巡る争いにより異母姉菊姫とその母山田夫人が長州派によって惨殺される山田事件がおきた。
山田事件の後は関係者の怪死や変死、数々の怪異がおきており、色姫もまた12歳の時に奇怪な言動の記録がある。事件の7回忌にあたる永禄元年（1558年）3月23日に母照葉と双六を興じていた際に、突然立ち上がり、髪を振り乱し、照葉の咽喉笛に噛み付いたという。その後、「われは山田の怨霊なり」と叫び、山田事件の惨状や恨み辛みなどを話続けたという。
元亀2年（1571年）、25歳の色姫は大友家一族で立花山城城主の立花道雪のもとへ輿入れした。当時の道雪の年齢は59歳であり、正室がすでにいたため側室としての輿入れであった。宗像氏は陶隆房亡き後、毛利氏と結びつき大友氏とは敵対関係にあったが、毛利本国の内乱勃発により毛利氏が北部九州から撤退し、大友家との講和を結ぶ必要となった。両家の和議により色姫が立花家に嫁ぐこととなったが、側室をいう立場も当時の宗像家としては毛利の支援がない以上、承服せざるを得なかった。この婚姻に際して、色姫の化粧料として西郷（福津市）の地300町を持たせた。色姫は立花山城の松尾丸を与えられたので「松尾殿」と呼ばれた。平時は立花山麓の青柳村石瓦（古賀市青柳）で暮らしたという。
宗像氏と立花氏との和議のために輿入れした色姫であったが、両家の間には天正9年（1581年）に小金原の戦いがおきている。道雪から鷹取城主毛利鎮実への食料援助の列を若宮の宗像の郷士が襲撃したことが発端であるが、この郷士は色姫の化粧料を送った際に先祖代々の地西郷から若宮へ移住させられた者たちであった。宗像家中の反立花勢力も加わり小金原台地で合戦で多くの者が亡くなった。
小金原の戦いの3年後天正12年（1584年）3月24日に色姫は38歳で病死した。青柳村字河原に埋葬され、「竹龍院殿月叟妙渭(意)大姉」の法名が贈られた。平時に暮らした石瓦の屋敷跡には菩提寺の竹龍院が建てられ、天正15年（1587年）には道雪の婿養子立花宗茂により田地7町が寄進された。